# Ethelwynn Trewavas
Ethelwynn Trewavas (* 5. November 1900 in Penzance, Cornwall; † 16. August 1993 in Reading, Berkshire) war eine britische Zoologin und Ichthyologin, die besonders die afrikanischen Buntbarsche (Pseudocrenilabrinae) erforscht hat.

## Leben
Von 1917 bis 1921 studierte sie an der University of Reading und veröffentlichte kurz nach Ende ihres Studiums eine erste wissenschaftliche Publikation über Seeigel im Journal of the Marine Biological Association. Nach Abschluss ihres Studiums arbeitete sie in den folgenden vier Jahren zunächst als Lehrerin für Naturwissenschaften. 1925 bekam sie eine Stelle am King’s College London, konnte sich fortan der Forschung widmen und forschte über verschiedene anatomische Merkmale von Fröschen und Kröten. Am King’s College lernte sie den Ichthyologen Charles Tate Regan kennen, der zu ihrem Mentor wurde und sie zu seiner Assistentin machte, bis sie 1935 zum British Museum of Natural History wechselte und dort später stellvertretende Kuratorin für Zoologie wurde.
Regan weckte auch ihr Interesse für die afrikanischen Buntbarsche, besonders für die Tilapiini und die Mbuna des Malawisees. 1935 veröffentlichte Trewavas ein Standardwerk über die Buntbarsche des Malawisees, 1982 ein weiteres über die Tilapiini. 1939 reiste sie an den Malawisee, um Fische zu fangen und sie zu erforschen. Später unternahm sie Forschungs- und Sammelreisen nach Kenia, Tansania, Sambia, den Kraterseen Kameruns und beschrieb zahlreiche neue Arten. Neben Buntbarschen befasste und erforschte Ethelwynn Trewavas besonders die Umberfische (Sciaenidae). 1961 schied sie aus dem Berufsleben aus.
Für ihre Forschung wurde sie 1946 Ehrenmitglied der American Society of Ichthyologists and Herpetologists. 1968 wurde sie mit der Linné-Medaille der Linnean Society of London geehrt und bekam 1986 einen Ehrendoktor der University of Stirling.

## Nach Trewavas benannte Taxa
- Eustomias trewavasae Norman, 1930

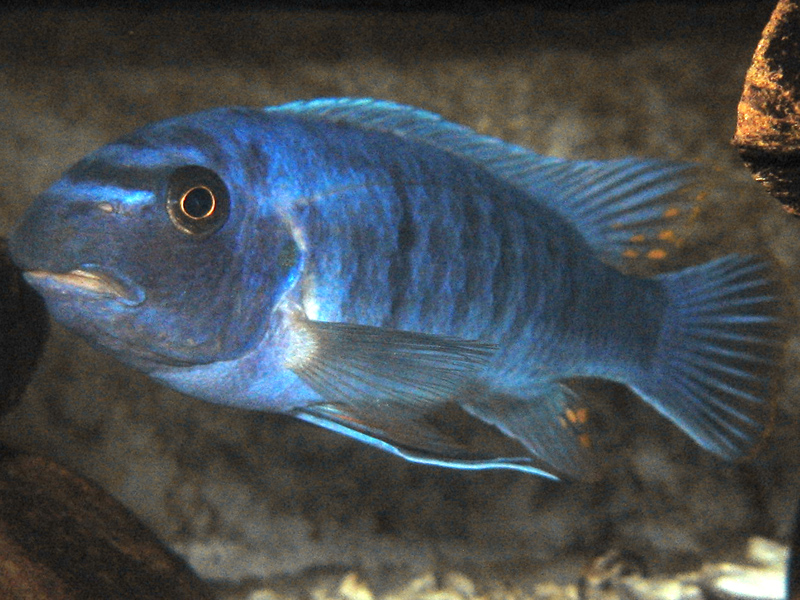
Labeotropheus trewavasae, die Gattung Labeotropheus wurde von Ethelwyn Trewavas beschrieben, die Art Labeotropheus trewavasae zu Ehren von Trewavas benannt.

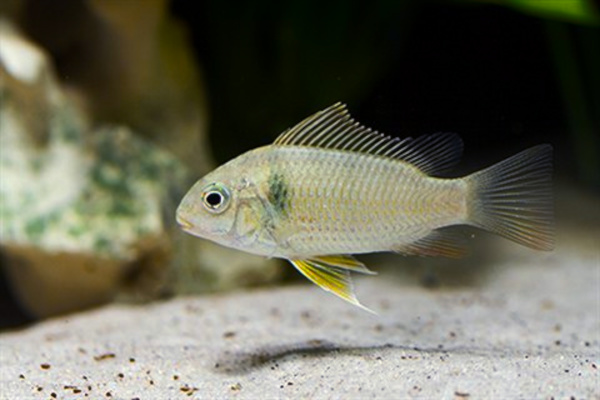
Etia nguti, der Gattungsname Etia wurde in Anlehnung an Trewavas Spitznamen E.T. vergeben.

- Glyptothorax trewavasae Hora, 1938
- Trewavasia White & Moy-Thomas 1941
- Petrochromis trewavasae Poll, 1948
- Symphurus trewavasae Chabanaud, 1948
- Garra trewavasai Monod, 1950
- Labeotropheus trewavasae Fryer, 1956
- Garra ethelwynnae Menon, 1958
- Neolebias trewavasae Poll & Gosse, 1963
- Atrobucca trewavasae Talwar & Sathirajan, 1975
- Protosciaena trewavasae (Chao & Miller, 1975)
- Linophryne trewavasae Bertelsen, 1978
- Gobiocichla ethelwynnae Roberts, 1982
- Phenacostethus trewavasae Parenti, 1986
- Aulonocara ethelwynnae Meyer, Riehl & Zetzsche, 1987
- Tylochromis trewavasae Stiassny, 1989
- Triplophysa trewavasae Mirza & Ahmad, 1990
- Johnius trewavasae Sasaki, 1992
- Rhynchoconger trewavasae Ben-Tuvia, 1993
- Copadichromis trewavasae Konings, 1999
- Etia Schliewen & Stiassny, 2003
- Placidochromis trewavasae Hanssens, 2004

## Veröffentlichungen (chronologische Auswahl)
Ethelwynn Trewavas verfasste mehr als 120 wissenschaftliche Bücher, Aufsätze und einige populärwissenschaftliche Artikel zur Ichthyologie, vorwiegend der Süßwasserfische. Bei fast allen dieser Veröffentlichungen, über einen Zeitraum von 67 Jahren, trat sie als einzige oder als Hauptautorin auf.
- Note on the occurrence of Echinus esculentus above low-tide mark on the Cornish coast. In: Journal of the Marine Biological Association of the United Kingdom 1922, Band 12, S. 833–834 Online PDF, 800 kB (abgerufen am 12. Juli 2017)
- als Koautorin von Charles Tate Regan: The fishes of the families Astronesthidae and Chauliodontidae (= Oceanographical Reports: The Danish Dana expeditions 1920-22 in the North Atlantic and the Gulf of Panama, Band 5). Kopenhagen (u. a.): Gyldendal (u. a.) 1929, 39 S. ZDB-ID 995785-6
- als Koautorin von Charles Tate Regan: The fishes of the families Stomiatidae and Melacosteidae (= Oceanographical Reports: The Danish Dana expeditions 1920-22 in the North Atlantic and the Gulf of Panama, Band 6). Kopenhagen (u. a.): Gyldendal (u. a.) 1930, 143 S. ZDB-ID 995785-6
- Enteropneusta. In: British Museum (Natural History) (Hrsg.): Great Barrier Reef Expedition 1928-1929. Scientific Reports, Volume IV. London: British Museum (Natural History) 1931, S. 39–67 Digitalisat (abgerufen am 12. Juli 2017)
- als Koautorin von Charles Tate Regan: Deep sea angler fishes (Ceratioidea) (= Dana-report: the Carlsberg Foundation's oceanographical expedition round the world 1928-30 and previous Dana expeditions, Band 2) Kopenhagen: Reitzel 1932, 113 S. ZDB-ID 995784-4
- A contribution to the classification of the fishes of the order Apodes, based on the osteology of some rare eels In: Proceedings of the Zoological Society of London 1932, Band 102, Nr. 3, S. 639–659 doi:10.1111/j.1096-3642.1932.tb01089.x
- Scientific results of the Cambridge expedition to the East African lakes, 1930-1931. 11. The cichlid fishes In: Journal of the Linnean Society London, Zoology 1933, Band 38, Nr. 259, S. 309–341 doi:10.1111/j.1096-3642.1933.tb00062.x
- A synopsis of the cichlid fishes of Lake Nyasa In: Annals and Magazine of Natural History 1935, Serie 10, Band 16, Nr. 91, S. 65–118 doi:10.1080/00222933508655026
- On Barbus wöhlerti sp.n., the "Zwergsichel-Barbe" of German aquarists In: Annals and Magazine of Natural History 1938, Serie 11, Band 2, Nr. 7, S. 63–66 doi:10.1080/03745481.1938.9755438
- mit C. K. Ricardo-Bertram und H. J. H. Borley: Report on the fish and fisheries of Lake Nyasa. London: Crown Agents for the Colonies 1942, 181 S. OCLC 3358923
- New schilbeid fishes from the Gold Coast, with a synopsis of the African genera. In: Proceedings of the Zoological Society of London 1943, Band B113, S. 164–171 doi:10.1111/j.1096-3642.1943.tb00837.x
- mit Frederick R. Irvine: Freshwater fishes. In: Frederick R. Irvine (Hrsg.): The Fishes and Fisheries of the Gold Coast. London: Crown Agents for the Colonies 1947, S. 221–282 OCLC 752432766
- Fishes of the crater lakes of the northwestern Cameroons. In: Bonner Zoologische Beiträge 1962, Band 13, S. 146–192 Digitalisat (abgerufen am 12. Juli 2017)
- A revision of the genus Serranochromis Regan (Pisces, Cichlidae). In: Annales de la Musée royal de l'Afrique Centrale 1964, Nr. 125, S. 1–58 OCLC 355956199
- Tilapiine fishes of the genera Sarotherodon, Oreochromis and Danakilia. London: British Museum of Natural History 1983, 583 S. Digitalisat
- mit C. D. N. Barel und 11 weiteren Autoren: Destruction of fisheries in Africa's lakes. In: Nature 1985, Nr. 315, S. 19–20 doi:10.1038/315019a0
- als Koautorin von David H. Eccles: Malawian cichlid fishes, the classification of some haplochromine genera. Herten: Lake Fish Movies 1989, 334 S. OCLC 21591580